# Festung La Mothe

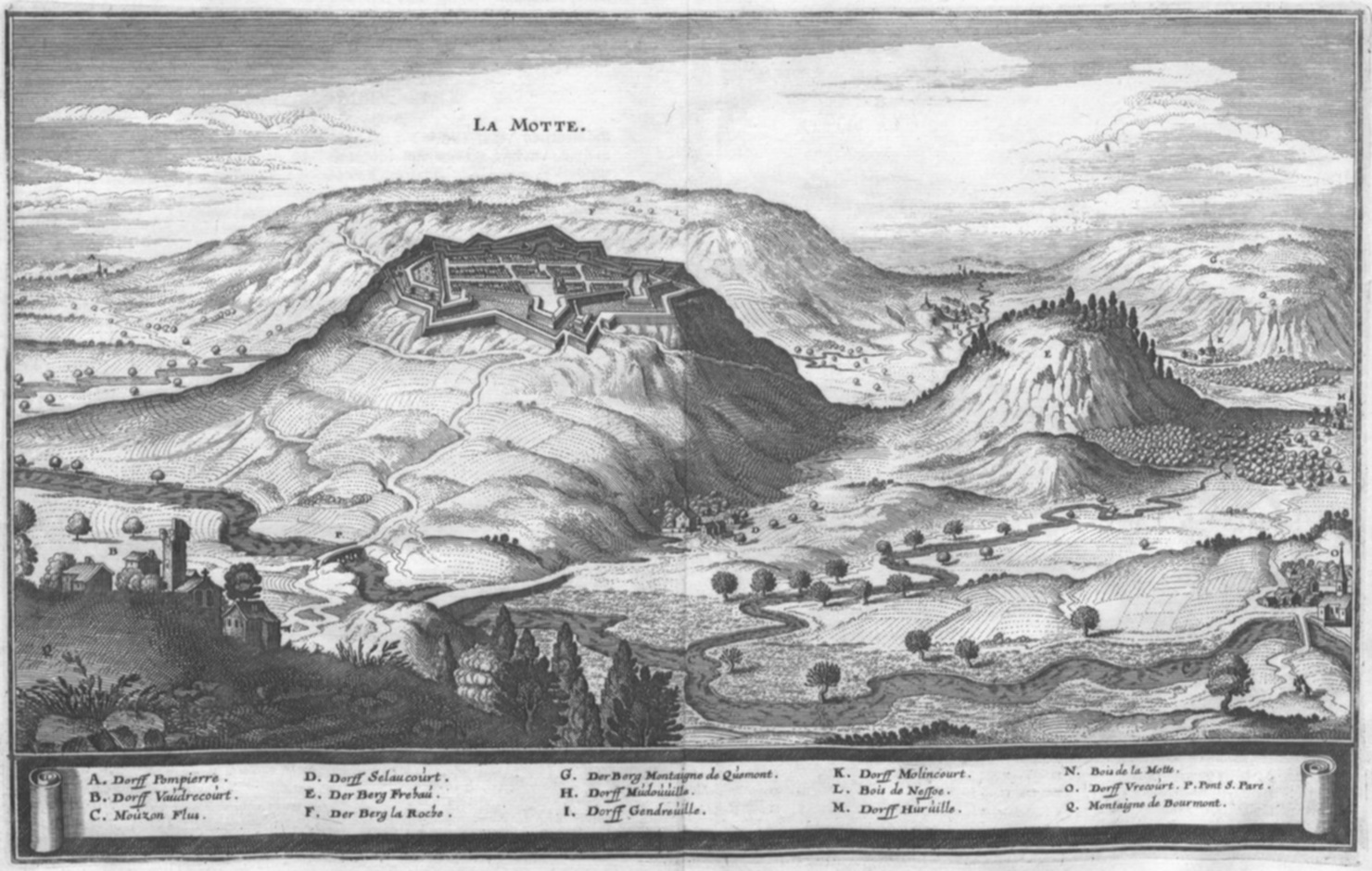
Die Zitadelle und der Fluss Mouzon auf einer Abbildung von Matthäus Merian

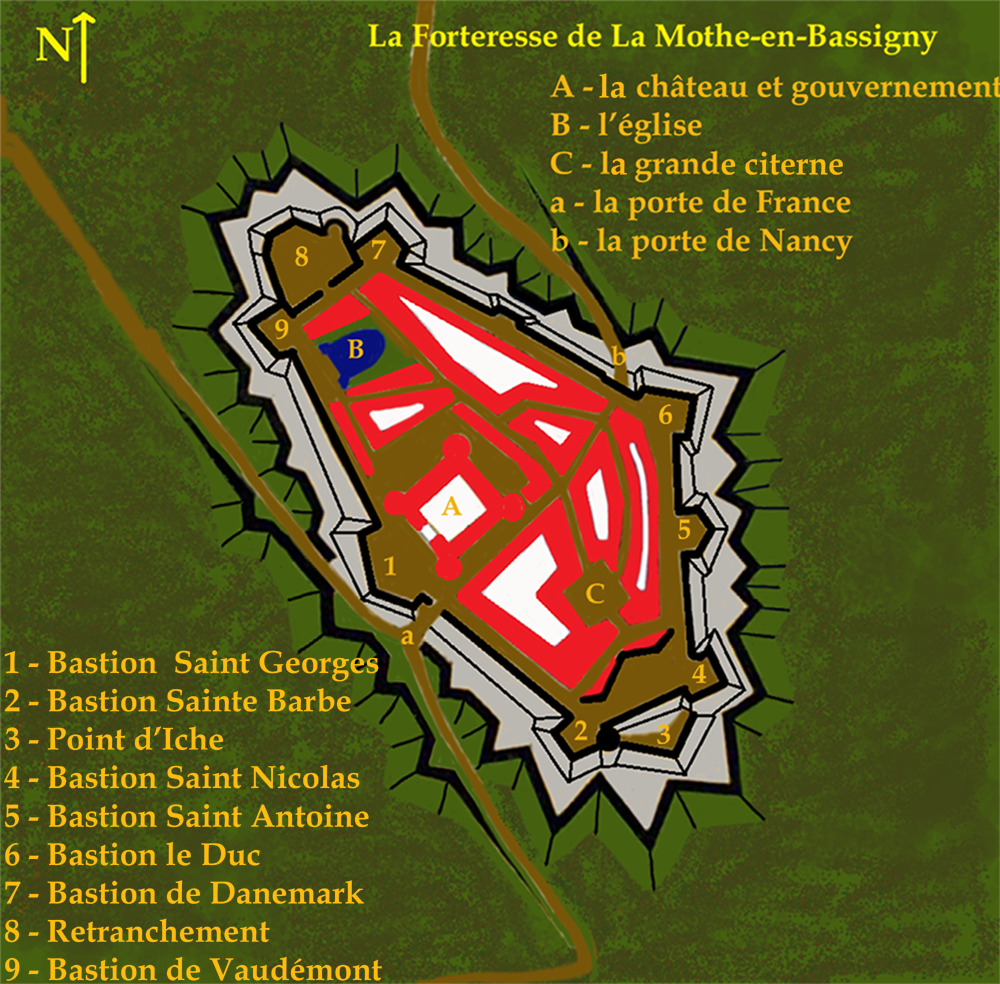
Plan der Festung

Die ehemalige Festung La Mothe (auch Citadelle de La Mothe), heute La Mothe-en-Bassigny genannt, liegt im Bassigny auf dem Hügel Saint-Hilairemont, der zu den Gemeinden Outremécourt und Soulaucourt-sur-Mouzon im Département Haute-Marne gehört. Die Festung wurde 1645 geschleift. Von ihrer bewegten Vergangenheit zeugen nur geringe Reste.

## Geschichte
Die strategische Lage des Hügels Saint-Hilairemont war wie geschaffen, hier eine Befestigung zum Schutz der Grafschaft Bar zu erbauen. Die 500 m hohe Kuppe bot einen weiten Ausblick über 30 Dörfer und in das Tal des Mouzon. Des Weiteren konnte hier die alte Römerstraße von Süden nach Toul kontrolliert werden. Laut erhaltenen Urkunden ließ ab Juli 1258 der Comte Thiébaut II de Bar auf Gelände, das er vom Seigneur de Joinville auf eine nicht mehr nachvollziehbare Art erworben hatte, auf dem isoliert liegenden Hügel eine Stadt und Burg errichten, die zunächst Clermont, dann auch Château de Saint-Hilairemont und zuletzt Château de La Mothe genannt wurde. Er musste sie allerdings nach kriegerischen Verwicklungen den Grafen von Champagne zu Lehen auftragen. 1259 stiftete er einen Augustinerkonvent, den er auf dem Hügel ansiedelte.
Nach der Vereinigung der Herzogtümer Bar und Lothringen wurde La Mothe ab 1400 auf Grund der Lage und der starken Befestigung zum zweitstärksten Bollwerk in Lothringen hinter der Hauptstadt Nancy ausgebaut. Da man die Wälle aus taktischen Gründen entlang der Abbruchkante des Bergplateaus errichtete, wurde die Stadt in den Festungsring integriert. Mit der Zeit entwickelte sich ein wichtiger Handels- und Militärstützpunkt, der bis zu 4000 Soldaten und zivile Bewohner beherbergte. Der Augustinerkonvent und die Stiftskirche wurden in den Mauerring einbezogen.

### Erste Belagerung

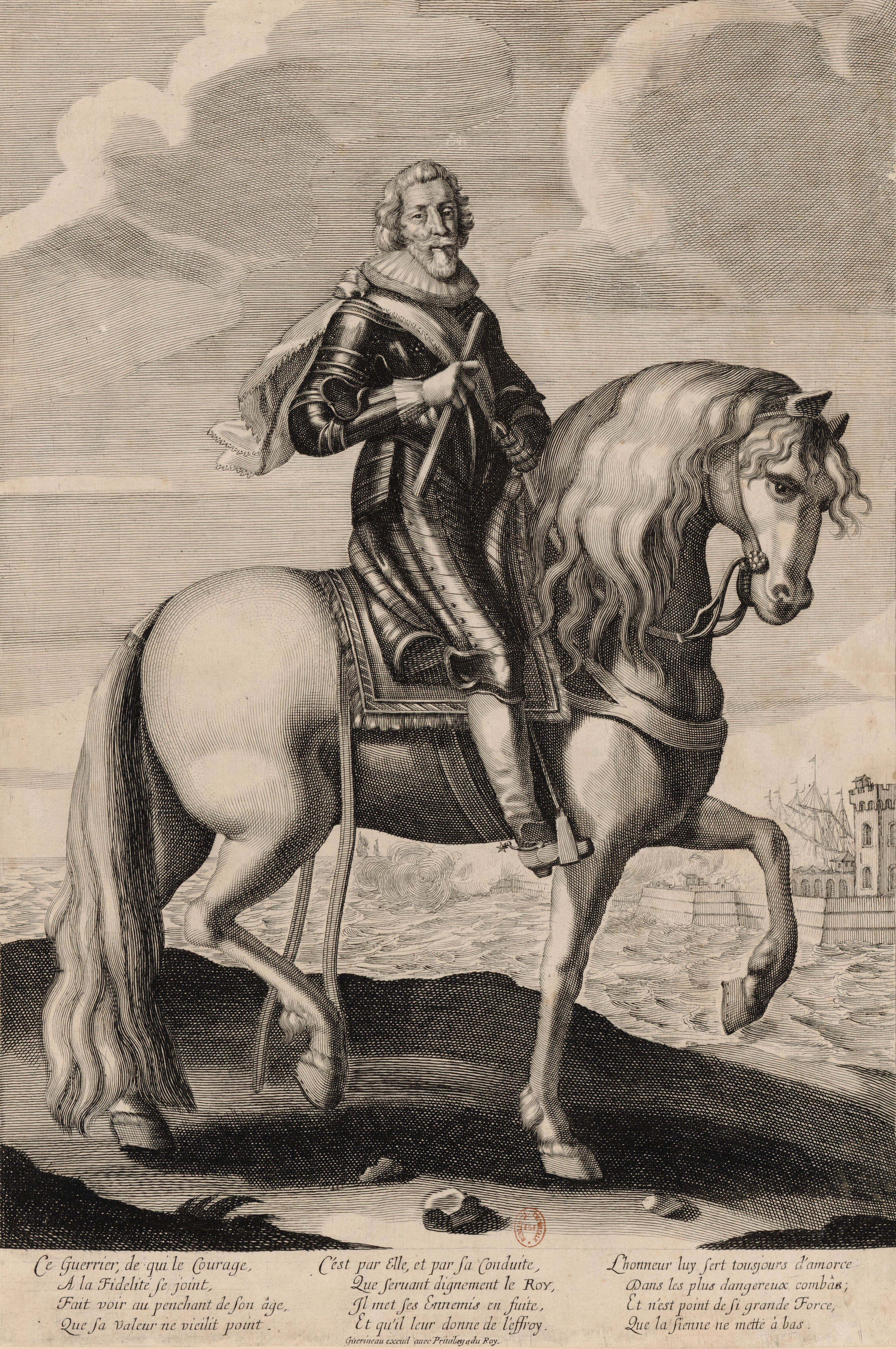
Jacques Nompar de Caumont la Force

Im Dreißigjährigen Krieg stellte sich Herzog Karl IV., der sowohl Lehensnehmer des deutschen Kaisers (für das Herzogtum Lothringen) als auch des Königs von Frankreich (für das Barrois mouvant) war, auf die Seite des Kaisers und der Habsburger, außerdem unterstützte er innenpolitische Gegner des französischen Ersten Ministers Richelieu. Als Frankreich schließlich militärisch gegen Karl vorging, hatte dieser wenig entgegenzusetzen, und alle seine festen Plätze fielen schnell den königlichen Truppen in die Hände. Ausgenommen war lediglich die Festung La Mothe, die mit einer Besatzung von 330 Mann versehen war und auf Anordnung Richelieus von Truppen unter Maréchal de La Force belagert wurde. Am 5. März 1634 hatte der Kommandant der Belagerungstruppen, der Marquis de Villeroy, an den Gouverneur der Festung, den Monsieur Antoine de Choiseul, seigneur d’Ische, die Aufforderung gerichtet, sich zu ergeben. Dieser antwortete darauf „auch im Namen der Bevölkerung“:

« Nous mourrons tous, s’il le faut, et notre forteresse nous servira de sépulture commune, plutôt que de retraite aux Français. Vive son Altesse. Vive le Duc Charles! »

„Wir werden alle sterben, wenn es nötig ist, und unsere Festung wird eher uns als gemeinsames Grab dienen als den Franzosen als Rückzugsort. Es lebe seine Hoheit. Es lebe der Herzog Karl!“

Am 30. April erging eine zweite – wiederum vergebliche – Aufforderung zur Kapitulation. Zwei Versuche der Franzosen, durch Bestechung zum Ziel zu kommen, scheiterten ebenso. Ein französischer Spion mit dem Namen Desviviers wurde in der Festung entdeckt, abgeurteilt und hingerichtet.
Am 21. Juni wurde der Monsieur d’Ische durch den Splitter einer Kanonenkugel getötet. Man behandelte den Vorfall mit größter Heimlichkeit, die Franzosen sollten nichts davon erfahren.

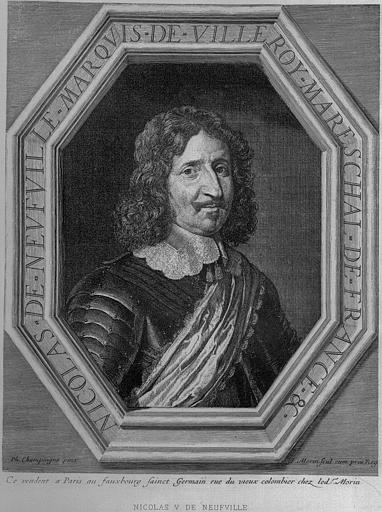
Nicolas de Neufville, duc de Villeroy

Allerdings schritten die Bemühungen der Belagerer voran, es gelang ihnen, unter der Bastion Saint-Nicolas eine Mine zu zünden und die Bastion in Trümmer zu legen. Am 24. Juni 1634 wurde innerhalb von vier Stunden die Bastion Sainte-Barbe durch Geschützfeuer zerstört.
Am 26. Juli 1634, nach 141 Tagen der Belagerung, musste sich die Festung ergeben. Die Verteidiger, von denen kaum einhundert noch gesund waren, erhielten die Garantie des freien Abzuges, die Zivilbewohner mit allen Möbeln und Kleidungsstücken, das Militär mit fliegenden Fahnen, allen Waffen und allem Gepäck.

### Zweite Belagerung
1641 an den Herzog zurückgegeben, wurde die Festung ab dem 25. Juli erneut belagert. Nachdem der Herzog die königlichen Truppen in einer Schlacht bei Liffol-le-Grand auseinandergetrieben hatte, musste die Belagerung am 31. August abgebrochen werden.

### Dritte Belagerung
Der Herzog von Lothringen ließ die Festung instand setzen und paktierte mit den Spaniern gegen Frankreich, womit er Richelieu gegen sich aufbrachte, der die Festung als Räuberhöhle bezeichnete und Truppen zur Belagerung schickte. Diese Belagerung unter dem Maréchal de camp François de L’Hospital war nur kurz, sie dauerte von Dezember 1642 bis zum Tod von König Ludwig XIII. im Mai 1643 und führte nicht zum Erfolg. Starker Schneefall und extreme Kälte hatten die Belagerer zermürbt.

### Vierte Belagerung
Richelieu († 4. Dezember 1642) hatte in seinem Testament seinem Nachfolger die Notwendigkeit der Zerstörung von La Mothe dringend nahegelegt.
Sobald er seine Macht genug gefestigt fühlte, begann Kardinal Mazarin das Werk seines Vorgängers fortzusetzen. Er beorderte den General Magalotti (möglicherweise ein Neffe von Mazarin), die Festung einzunehmen. Die Belagerung begann am 4. Dezember 1644 mit 20 Regimentern französischer und italienischer Söldner. Es wurde ein sechs Kilometer langer Belagerungswall aufgeworfen, der durch sieben Redouten verstärkt war. Im März und April wurden ohne Unterbrechungen die Annäherungsgräben ausgehoben, gleichzeitig wurde an Minengängen gearbeitet. Am 30. März scheiterte der Versuch der Lothringer am Widerstand des italienischen Regiments Mazarin, den Belagerungsring zu durchbrechen und Verstärkungen in die Festung zu bringen. Am 18. Mai wurden drei Minen unter der Bastion Sainte-Barbe zur Explosion gebracht, ohne jedoch einen großen Erfolg zu erzielen. Trotzdem wurde die Bevölkerung von La Mothe dadurch stark eingeschüchtert, die ständigen Kämpfe, Menschenverluste und die herrschende Anspannung machten sich zunehmend bemerkbar, sie schwächten allmählich den physischen Widerstand.
Trotzdem wehrte sich die Festung weiterhin mit allen Mitteln, und am 20. Mai 1645 wurde Magalotti bei einer Inspektion der Belagerungsgräben an der Bastion de Vaqudémont von einer Musketenkugel, die der Propst der Kanoniker (prévost des chanoines) Monsieur de Héraudel abgefeuert hatte, so schwer verwundet, dass er zwei Tage später verstarb.

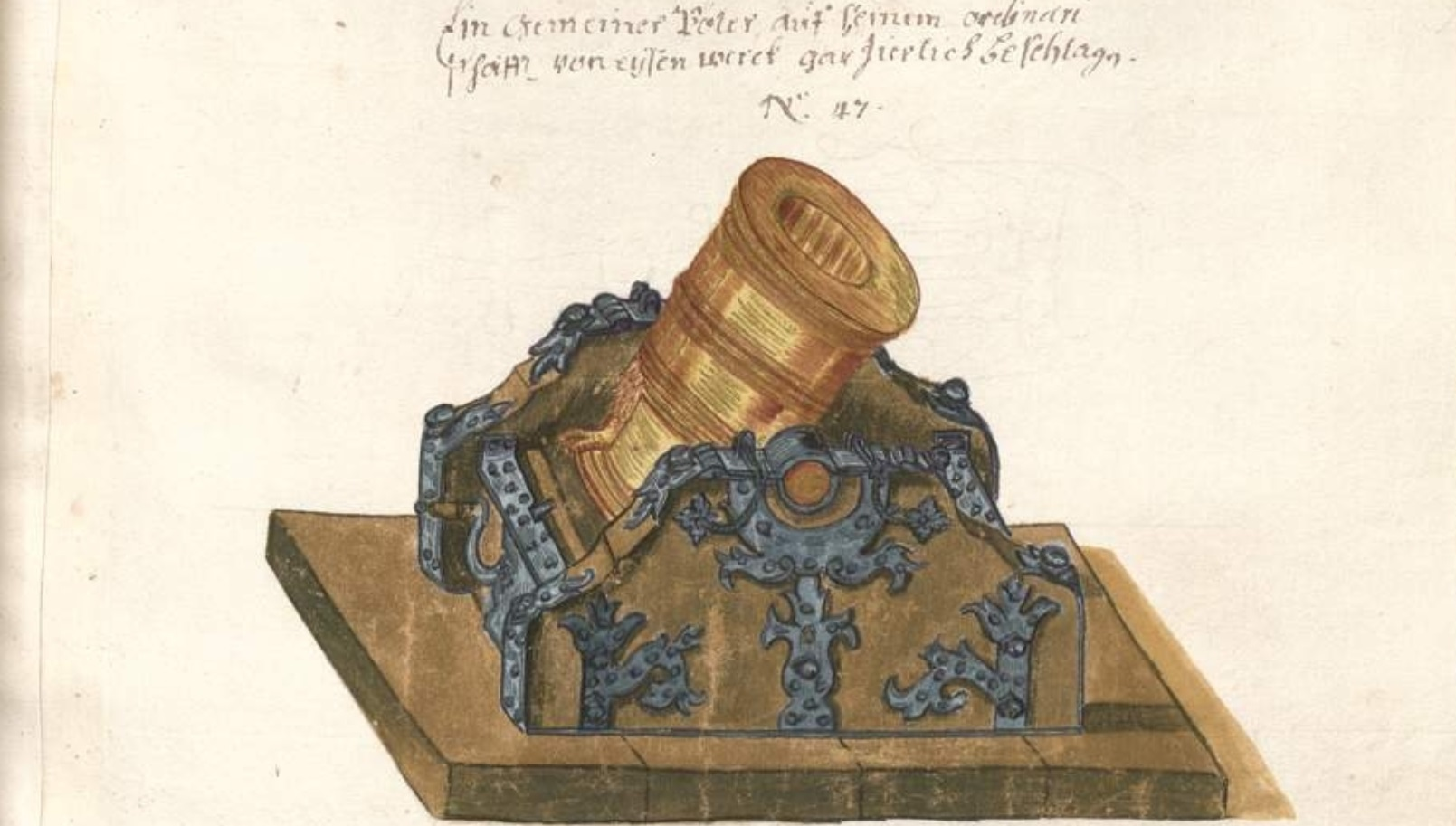
Belagerungsmörser zum Verschießen von sogenannten „Bomben“

Das Kommando ging dann an den Marquis de Villeroy über, der weiter an den Gräben, Minen und Sappen arbeiten ließ.
Der Herzog von Lothringen, der mit einer Armee von 6.000 Mann zum Entsatz anrückte, wurde vom Prince de Condé bei Longwy zurückgeschlagen.
Am 24. Juni wurde eine neue Mine gezündet, zusammen mit einem starken Artilleriebeschuss wurden zwei Bastionen in Trümmer gelegt. Die auf dem europäischen Kriegsschauplatz erstmals eingesetzten Bomben (gemeint sind mit Sprengstoff gefüllte und mit einer Zündschnur versehene Kugeln, die aus sogenannten Mörsern abgefeuert wurden), die Kälte im Winter, Krankheiten und zuletzt der Hunger zwangen die Belagerten dann zur Aufgabe.
Nachdem zwischen dem 28. und dem 30. Juni Geiseln ausgetauscht worden waren, begann der Gouverneur der Festung Verhandlungen, und am 7. Juli ergaben sich die Belagerten nach 205 Tagen des Widerstandes mit allen militärischen Ehren.
Im Gegensatz zu dem, was in den Kapitulationsvereinbarungen festgelegt worden war, befahl Mazarin die völlige Zerstörung der Festung – nicht nur der Wälle, sondern auch der Häuser der Zivilbewohner und sogar der Kirche. 3.000 Bewohner wurden regelrecht davongejagt.
Nach 387 Jahren der Existenz, nach vier Belagerungen und Zerstörungen durch die königlichen Truppen war La Mothe nur noch eine gewaltige Ruine.
Zwangsweise wurden 1.500 Bauern eingesetzt, um das Plateau komplett einzuebnen.

## Bauwerk
Die Umwallung bestand aus sieben Bastionen von bis zu 30 Metern Höhe mit dazwischenliegenden Kurtinen, die 17 bis 20 Meter hoch waren. Sowohl Bastionen als auch Kurtinen bestanden aus Mauerwerk. Die gesamte Anlage war stellenweise von einem trockenen Graben umgeben. Die Contrescarpe hatte eine Höhe von 13 Metern und war mit einem Glacis ausgestattet.
Zentrum war die Burg als Donjon mit vier zylindrischen Türmen an den Ecken. Darin wurde später das Gouvernement untergebracht. Der Schutz der Ansiedlung hatte zunächst nur aus einer gewöhnlichen Mauer bestanden, die wegen der ständig verbesserten Feuerkraft der Geschütze ab 1520 durch eine bastionäre Umwallung nach altitalienischer Manier ersetzt wurde. Die Arbeiten dazu begannen um 1547, wohl auf Betreiben der lothringischen Herzogin Christina von Dänemark, gleichzeitig mit der Verstärkung der Befestigungen um Nancy durch Herzog Karl III. von Lothringen. Verantwortlicher Ingenieur war der Italiener Ambrosio Precipiano. Als erstes wurden die beiden nördlichen Bastionen fertiggestellt und der dazwischenliegenden Kurtine eine Verschanzung (Retranchement) in der Art einer Demi-lune vorgelegt. Die Bastionen erhielten die Namen „Bastion de Danemark“ und „Bastion de Vaudémont“.
1554 wurden die Arbeiten durch Installation von Kalköfen intensiviert.
Zwischen 1560 und 1565 wurde die Zugbrückenanlage der Porte de France fertiggestellt. Baumeister war Florent de Belleau.
1590 wurden Instandsetzungsarbeiten an den Wällen mit der Windmühle und an der Porte Neuve durchgeführt.
Um 1600 waren die Bauarbeiten abgeschlossen.
Bei Beginn des Dreißigjährigen Krieges, vor der ersten Belagerung, umfassten die Wälle von La Mothe 37 Hektar mit einer Ausdehnung von 700 Metern in der Länge und von 250 Metern in der Breite. Angelegt waren sieben Bastionen à la Orillon, mit einem vorgeschobenen Retranchement im Nordwesten, das nur über eine Zugbrücke betreten werden konnte, und einem Ravelin im Südosten zwischen den Bastionen Sainte-Barbe und Saint-Nicolas. Die Bastionen trugen die folgenden Namen:
- Saint-Georges
- Sainte-Barbe
- Saint-Nicolas
- Saint-Antoine
- Le Duc
- de Danemark
- Vaudémont

Nur die Porte de France konnte mit Wagen befahren werden. Sie war mit einer Zugbrücke ausgestattet und führte im Schlussstein das Wappen von Lothringen. Gedeckt wurde sie von dem linken Orillon der Bastion Saint-Georges.

## Heutiger Zustand
Der Hügel ist heute völlig bewaldet und zeigt nichts mehr von seiner ursprünglichen Bedeutung. Auf dem Plateau finden sich noch Mauerreste der Kirche und der großen Zisterne, Straßen sowie ein Teil des Festungsgrabens. Der Donjon ist verschwunden, an seiner Stelle erhebt sich heute eine Gedenksäule.
An den Überresten werden Sicherungsmaßnahmen durchgeführt.
Sakrale Gegenstände der abgebrochenen Stiftskirche finden sich heute in der Dorfkirche von Outremécourt, die aus Steinen der Festung gebaut wurde.
Auf den Satellitenaufnahmen (z. B. bei Bing) lassen sich noch die Umrisse des Retranchements, des Ravelins Point d’Iche und auch der Bastion Saint-Georges erkennen.
La Mothe wurde am 4. Oktober 2001 in die Liste der Monument historiques aufgenommen.

## Ansichten

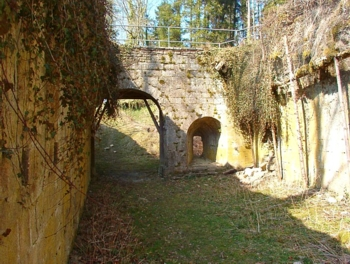
Festungsgraben
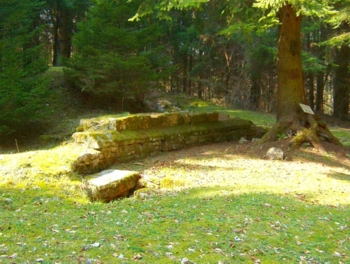
Reste der Stiftskirche
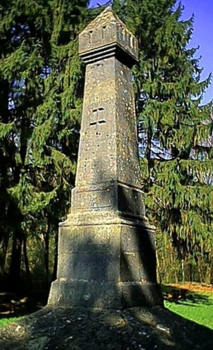
An Stelle des verschwundenen Donjon 1896 errichtete Gedenksäule